# Прогресивна електронна музика
Прогресивна електронна музика (або, точніше прогресивна електронна танцювальна музика) — термін, що включає різні стилі електронної танцювальної музики, що позичають техніки прогресивної музики і включають такі стилі як прогресивний транс, прогресивний хауз, прогресивне техно та прогресивний брейк.
Більшість треків електронної танювальної музики продукуються таким чином, що дають змогу диск-жокеям з'єднувати їх без «без шва». На відміну від композицій таких жанрів як хард хауз або Hi-NRG, характер розташування амплітудних максимумів та мінімумів робить прогресивну танцювальну музику гнучкішою. Нашарування різних звуків та їх повільне включення та виключення з міксу стало провідною ідеєю прогресивного руху.
Термін «прогресивна музика» стосовно електроніки виник в середині 1980-х років з розквітом чиказького хаузу та детройтського техно, для окреслення витоків електронної танцювальної музики як потужного і перспективного руху. Продюсер детройтського техно Stacey Pullen сказав в інтерв'ю таке

| "раніше музику, що ми називаємо хауз, техно, ми також називали прогресивною – у значенні футуристичного розуміння музики. Ось що ми називали прогресивним."[1] |
Нині термін «прогресивний» типовно відсилає до композицій, що мають по висхідній, хоча існують і інші значення терміна: прогресивний транс часто позначає вид трансової музики, що відрізняється меншою мелодичністю та більшою атмосферністю, а «прогресивний хауз» відрізняється більшою відкритістю напрямку для запозичень з інших музичних стилів. Ці запозичення можуть стосуватися таких елементів як, гітарні рифи, згенеровані комп'ютером шуми або інші.
Специфічним напрямком є також прогресивна електроніка, як різновид музики нью-ейдж і містить елементи прогресивного року, європейської академічної музики, ембієнту та електронної музики. Цим терміном описують творчість Vangelis та Jean Michel Jarre.

## Прогресивний хауз
Прогресивний хауз зародився у Великій Британії на початку 1990-х, з діяльністю лейблів Guerrilla Records та Leftfield і таких диск-жокеїв, як Sasha (DJ) та John Digweed.
Музиці властивий 4-х-бітовий ритм хауз музики з більш глибоким, дабовим басом та більш меланхолічним, емоційним настроєм. Часто музика містить елементи різних стилів одночасно. Song of Life, наприклад, має тріп-хоп низький брейкбіт та енергійний синтезаторний Roland TB-303 риф.
Прогресив хауз часто перетворювався. Після випуску дебютного альбому BT Ima, наприклад, стиль еволюціонував у бік більшої легкості та мелодійності. З популярізацією та мелодизацією трансу, прогресивний хауз на противагу став похмурішим, злившись з tribal house та продукуючи композиції мінімалістичного перкусивного характеру.

## Прогресивний транс
Прогресивний транс — популярний різновид трансової музики, що сполучає елементи хаузу, техно і ембієнту. Транс більше зосереджений на гімнічних тембрах та мелодіях, уникаючи арпеджійованих синтетичних побудов. Акустичні елементи та просторові педалі стають популярними в композиціях, що тяжіють до прогресивної музики. Прогресивний транс містить відмінний звук у багатьох треках — це можуть бути незвичайний бас або оригінальні синтезовані звуки, що робить їх яскравішими. Характерні квадратні музичні побудови, що починаються вступом нового тембру або мелодії.
У порівнянні з трансовою музикою, прогресивний транс є глибшим, абстрактнішим, повільнішим (порядку 125—135 bpm) і рясніє повторюваними мелодичними структурами. Ці структури сприймаються як складені з трьох елементів: (1) підйом; (2) кульмінація; (3) спадання. Ці три стадії виражені або у часовому або у динамічному відношеннях, або в обох. «Висхідна» послідовність може тривати до 3-4 хвилин. Гнучкі фактурні й темпові перетворення готують перехід до наступного треку. Початковий підйом та заключний спад зазвичай подібні, що додає почуття симетрії будови мелодії. Тому трек прогресивної трансової музики звичайно довший за треки класичного трансу і сягає від 5-6 до 12-13 хвилин.
Хоча спостерігається тенденція до ототожнення прогресивного трансу та прогресивного хаузу, є певні риси, що відрізняють ці напрямки один від одного: прогресивний транс успадковує від трансової музики ширшу мелодичну пружність, тоді як прогресивний хауз похмуріший та мінімалістичніший.
Представники напрямку: Markus Schulz, Schemer, Andrew Bennett, Gabriel & Dresden, Cressida, David Westerlund, Andy Moor, Sonicvibe, Kenneth Thomas і Niklas Harding та Armin van Buuren.

### Прогресивний псі-транс
Прогресивний псі-транс (Progressive psytrance) є «прогресивною» формою психоделічного трансу. На відміну від прогресивного трансу, прогресивний псі-транс звичайно похмуріший і більше зосереджується на психоделії ніж мелодії.

## Прогресивний брейк
Прогресивний брейк має свої витоки з австралійської брейк-школи та прогресивного хаузу. Наслідуючі попередників, прогресивний брейк використовує атмосферні педальні звуки. Більшість артистів, що працюють в цьому напрямку, також працюють і в інших близьких напрямках, як наприклад брейкбіт та прогресивний хауз. Продюсер Hybrid один з небагатьох відомих артистів, хто працює виключно в прогресивному брейку.

## Прогресивний драм-н-бас
Небегато форм drum & bass можна розглядати як прогресивні. Neurofunk, варіант течії techstep включає елементи джазу і фанку та різні впливи електронної музики, зокрема техно і трансу. Також стиль наслідує прогресивні течії інших напрямків. Драмфанк, відносно нова течія, також може розглядатись як прогресинва. Іноді прогресивним називають також сучасний Intelligent drum and bass.

## Зближення прогресивних напрямків
Приблизно з 2000 року, прогресивний хауз та прогресивний транс значно зблизились. Тоді як швидші (130—140 bpm) композиції відносять до прогресивного трансу, більшість продюсерів використовують повільніший темп (110—130 bpm) і класифіковані як прогресивний хауз. Більшість артистів психоделічного трансу також схиляються до повільніших темпів (125—138 bpm) представляючи свій стиль як прогресивний транс.